# Це мій парк
«Це мій парк» (англ. The Park Is Mine) — канадський телевізійний фільм-бойовик 1985 року.

## Сюжет
Мітч Гарнетт, ветеран В'єтнаму, не може знайти нормальну роботу і змушений терпіти зневагу оточення. Його друг, такий самий ветеран, кінчає життя самогубством, зістрибнувши з даху міської лікарні. У залишеному листі він повідомляє Мітчу про план захоплення центрального парку перед Днем ветеранів, для того щоб привернути увагу до проблем ветеранів. Також він залишає карту, на якій позначено зброю і боєприпаси, заховані по всьому парку. Мітч вирішує реалізувати незакінчений план померлого друга.

## У ролях
| Актор           | Роль              |
| --------------- | ----------------- |
| Томмі Лі Джонс  | Мітч              |
| Гелен Шейвер    | Валері            |
| Яфет Котто      | Юбенкс            |
| Лоуренс Дейн    | комісар Келлер    |
| Пітер Дворські  | Дікс              |
| Ерік Петерсон   | Майк              |
| Гейл Гарнетт    | Рейчел            |
| Деніс Сімпсон   | Річі              |
| Рег Дрегер      | командувач Каррен |
| Луїс Ді Бьянко  | капітан Джуліано  |
| Карл Маротт     | Сантіні           |
| Денніс О'Коннор | сержант Даффі     |
| Том Гарві       | генерал Браянт    |
| Р.Д. Рейд       | поліцейський      |
| Джордж Блумфілд | доктор Мюллер     |
| Марвін Карон    | Ворбертон         |
| Йонг Су Парк    | Тран Чан Дінь     |
| Пітер Ленглі    | Верданкен         |
| Роберт Віндзор  | міністр           |